# Lanceoppia binodosa
Lanceoppia binodosa är en kvalsterart som först beskrevs av Hammer 1962.  Lanceoppia binodosa ingår i släktet Lanceoppia och familjen Oppiidae. Inga underarter finns listade i Catalogue of Life.